# Gaidropsarus
Gaidropsarus és un gènere de peixos de la família Lotidae, de l'ordre Gadiformes o dels Lotidae segons les classificacions. Aquest gènere marí va ser descrit per la primera vegada el 1810 per Constantine Samuel Rafinesque.
N'hi ha en el nord-est de l'Atlàntic i a la Mediterrània.

## Espècies
Espècies reconegudes del gènere:
- Gaidropsarus argentatus (J. C. H. Reinhardt, 1837)
- Gaidropsarus biscayensis (Collett, 1890)
- Gaidropsarus capensis (Kaup, 1858)
- Gaidropsarus ensis (J. C. H. Reinhardt, 1837)
- Gaidropsarus granti (Regan, 1903)
- Gaidropsarus guttatus (Collett, 1890)
- Gaidropsarus insularum Sivertsen, 1945
- Gaidropsarus macrophthalmus (Günther, 1867)
- Gaidropsarus mediterraneus (Linnaeus, 1758)
- Gaidropsarus novaezealandiae (Hector, 1874)
- Gaidropsarus pacificus (Temminck & Schlegel, 1846)
- Gaidropsarus pakhorukovi Shcherbachev, 1995
- Gaidropsarus parini Svetovidov (ru), 1986
- Gaidropsarus vulgaris (Cloquet, 1824)